# Holocaustleugnungskonferenz in Teheran 2006
Die sogenannte Holocaust-Konferenz, Holocaustleugner-Konferenz oder Holocaustleugnungskonferenz (offizieller englischer Titel: International Conference on “Review of the Holocaust: Global Vision”) in Teheran war ein von der Regierung der Islamischen Republik Iran initiiertes Treffen am 11. und 12. Dezember 2006 in der Hauptstadt des Iran, bei dem Antizionisten, Rechtsextremisten und Islamisten aus 30 Staaten den Holocaust leugneten und das Existenzrecht Israels bestritten. Die Konferenz gilt daher als antisemitische Propaganda-Veranstaltung.

## Ziele
Die persisch همایش بین‌المللی بررسی هولوکاست: چشم‌انداز جهانی („Internationale Konferenz zu Holocaust-Studien: Eine globale Perspektive“) genannte Veranstaltung wurde bereits im Januar 2006 in Teheran angekündigt.
Die Veranstaltung wurde im März 2006 vom damaligen iranischen Staatspräsidenten Mahmud Ahmadinedschad angeordnet. Dieser hatte seit seinem Amtsantritt 2005 einen Konfrontationskurs zum Westen eingeschlagen und in diesem Kontext wiederholt den Holocaust angezweifelt oder geleugnet.
Das Treffen sollte nach Außenminister Manutschehr Mottaki, der es eröffnete, den Holocaust weder leugnen noch bestätigen, sondern eine angeblich ergebnisoffene Holocaustforschung betreiben, die in den westlichen Staaten aus politischen Interessen unmöglich sei. Damit sollte nach Angaben des Autors Kasra Naji die „offizielle Version des Holocaust in Zweifel gezogen werden, um damit die Herkunft und Identität des Staates Israel ebenso in Zweifel zu ziehen“. Dazu bot die Regierung des Iran den eingeladenen Teilnehmern eine Plattform zur Darstellung von Holocaustleugnung, Geschichtsrevisionismus, angeblicher Unterdrückung der Meinungsfreiheit in ihren Herkunftsländern sowie zur organisatorischen Vernetzung untereinander.

## Teilnehmer
Mohammad-Ali Ramin, Ahmadinedschads Berater, organisierte das Treffen als Leiter des Instituts für Politische und Internationale Studien (IPIS), das dem iranischen Außenministerium unterstellt ist.
Nach Angaben der Veranstalter nahmen 67 von der iranischen Regierung eingeladene Personen aus 30 Staaten teil. Darunter waren viele bekannte Holocaustleugner, von denen einige in ihren Herkunftsstaaten gerichtlich verurteilt und bestraft worden waren.
Aus Frankreich waren Robert Faurisson, Georges Thiel und Serge Thion gekommen. Aus Deutschland waren zwei ungenannte Personen eingeladen, die übrigen erhielten ein Touristenvisum und nahmen als einfache Besucher teil, darunter die NPD-Funktionäre Carsten Bormann, Benedikt Frings, Markus Haverkamp, Arnold Höfs, Herbert Hoff sowie der Nationalanarchist Peter Töpfer. Höfs und Haverkamp sowie der Schweizer Bernhard Schaub vertraten den in Deutschland verbotenen Verein zur Rehabilitierung der wegen Bestreitens des Holocaust Verfolgten (VRBHV). Dessen Gründer Horst Mahler hatten deutsche Behörden im Januar 2006 den Reisepass entzogen, um seine Ausreise in den Iran, damit absehbare Straftaten im Ausland und eventuelle Flucht vor einer im November 2006 beginnenden Haftstrafe zu verhindern. Günter Deckert wurde beim Versuch der Ausreise in den Iran daran gehindert.
Aus Österreich kamen der 85-jährige Herbert Schaller, Anwalt u. a. von Ernst Zündel, Wolfgang Fröhlich (wegen Wiederbetätigung im nationalsozialistischen Sinne vorbestrafter ehemaliger FPÖ-Bezirksrat) und Hans Gamlich (Autor in der FPÖ-nahen Wochenzeitung Zur Zeit).
Aus Australien waren Fredrick Toben, Gründer und Leiter des Adelaide Institute, seine Mitarbeiter Richard Krege und Mohammed Hegazi sowie Michèle Renouf gekommen. Aus den USA waren Bradley Smith (Mitgründer des Committee for Open Debate on the Holocaust), David Duke, der ehemalige Führer des Ku-Klux-Klans, heute Vorsitzender der rassistischen European-American Unity and Rights Organisation, sein Gefolgsmann George Kadar, ein gebürtiger Ungar und „Europa-Statthalter“ der antisemitischen Zeitung American Free Press (AFP), sowie deren Redakteur Michael Collins Piper als Redner eingeladen.
Aus Dänemark kam das deutsche NPD-Mitglied Christian Lindtner, Autor der „Vierteljahreshefte für freie Geschichtsforschung“. Aus Schweden kam Jan Bernhoff, ein schwedischer Informatiklehrer, der behauptet, dass nur 300.000 Juden während des Holocausts umgekommen seien. Er hatte schon im August 2006 am ebenfalls vom Iran ausgerichteten und ebenfalls antiwestlichen und antiisraelischen „Internationalen Holocaust-Karikaturenwettbewerb“ teilgenommen.
Auch fünf Mitglieder der jüdischen, ultraorthodoxen Neturei Karta aus den USA, Großbritannien und Österreich nahmen teil, darunter Moishe Friedman. Diese Gruppe lehnt den Staat Israel aus theologischen Gründen ab und sieht den Zionismus als Mitverursacher des Holocaust, ist damit aber selbst unter ultraorthodoxen Juden isoliert.
Chaled Machmid, ein arabischer Israeli, der in Nazareth ein Holocaust-Museum leitet, war nach eigenen Angaben zur Konferenz eingeladen worden, hatte dann aber kein Visum für seine Teilnahme erhalten. Er führte dies auf eine politische Entscheidung der Veranstalter zurück, die ihn zuerst irrtümlich für einen nicht-israelischen Palästinenser gehalten hätten.
Noach Flug, der Vorsitzende des Dachverbands der Holocaustüberlebenden, hatte Ahmadinedschad am 31. August 2006 mit einem offenen Brief zu einem Besuch des Vernichtungslagers Auschwitz eingeladen und ihn gebeten, mit Holocaustüberlebenden an der Teheraner Konferenz teilnehmen zu dürfen, um das Geschehene zu bezeugen und die übrigen Teilnehmer darüber aufzuklären. Eine Antwort wurde nicht bekannt.

## Reden
40 der 67 eingeladenen Personen waren als Referenten vorgesehen; fast alle von ihnen gehörten zur internationalen Holocaustleugnerszene. Einige vermieden aufgrund von Vorstrafen in ihren Herkunftsländern eine offene Leugnung und thematisierten ihre Strafverfolgung.
Peter Töpfer beklagte in einem Interview mit dem iranischen Rundfunk (IRIB), dass Geschichtsrevisionisten in Deutschland „auf eine ganz schreckliche und schlimme Art und Weise“ verfolgt würden. Hoff präsentierte sein holocaustleugnendes Buch Faktenspiegel. Adolf Hitler und die Demokraten. Tatsachen-Zusammenhänge, das der „Vertriebsdienst Nation Europa“ verkauft. Bernhard Schaub sprach über die „Lüge von den sechs Millionen vergasten Juden“. Thiel bezeichnete den Holocaust als „große Lüge“.
Moishe Friedman stellte in seiner Rede die Zahl von etwa sechs Millionen jüdischen Holocaustopfern in Frage. Nur der britische Rabbiner Ahron Cohen von Neturei Karta betonte, der Holocaust sei „umfassend dokumentiert“. Zugleich relativierte er die Opferzahlen: Angesichts der Grauenhaftigkeit dieses Verbrechens sei unbedeutend, wie viele Millionen dabei getötet wurden. Die Zionisten hätten beim Holocaust mit den Nationalsozialisten zusammengearbeitet, um die Gründung Israels zu erleichtern. Dieser Staat solle aufgelöst und das Land an die Palästinenser zurückgegeben werden, da Gott das Exil des jüdischen Volks befohlen habe.
Der aus Kanada ohne Wissen seiner Universität, der St. Francis Xavier University in Nova Scotia, angereiste muslimische Politikwissenschaftler Shiraz Dossa beschrieb den angeblichen Gebrauch des Holocaust als „politisches Konstrukt“ zur Rechtfertigung heutiger Politik, darunter des Antiterrorkrieges der westlichen Welt, den er als Krieg gegen den Islam darstellte. Auf Kritik an seiner Teilnahme in Kanada antwortete er, er habe den Holocaust nie geleugnet und nicht gewusst und bemerkt, dass das Treffen antisemitisch ausgerichtet gewesen sei. In einer späteren Stellungnahme bestritt er, dass Ahmadinedschad das Treffen befohlen habe und es dabei um Holocaustleugnung gegangen sei. Vielmehr habe es eine „intellektuell/politische Antwort auf westlich-israelische Interventionen in muslimische Angelegenheiten“ bieten sollen. Nur sechs Referenten seien Holocaustleugner gewesen, und keiner der übrigen habe dies zuvor gewusst.
Der iranische Vize-Außenminister Manouchehr Mohammadi dagegen fasste als Ergebnis des Treffens zusammen: „Die Vorstellung, die Nazis hätten sechs Millionen Juden in Gaskammern getötet und verbrannt, ist eine Erfindung der von den Zionisten aufgehetzten Siegermächte.“ Ahmadinedschad forderte in seiner Abschlussrede am 13. Dezember 2006 die „Abschaffung“ des jüdischen Staates und Bildung einer Kommission zur weiteren „Prüfung“ des Holocaust.

## Planung, Vernetzung und weitere Konferenzen
Am Abschlusstag wurde die „Internationale Stiftung zur Untersuchung des ‚Holocausts‘“ (ISUH) mit Teheran als Sitz gegründet. Offiziell vorgesehen ist, die Büros nach Berlin zu verlegen, „sobald das Terrain dafür bereitet sein wird“. Ramin wurde am 14. Dezember 2006 zum Generalsekretär ernannt, zum Leitungskomitee gehören Lindtner, Renouf, Schaub, Thion und Toben. Ähnliche Komitees sind für viele Staaten geplant; als Mitarbeiter werden Holocaustleugner aller Länder angeworben. Stiftungsaufgaben sind:
- Bildung einer „internationalen Untersuchungskommission“ in Bezug auf den ‚Holocaust‘
- „Gründung einer internationalen Rechtskommission zur Festsetzung von Strafmaßnahmen für die eventuellen Schuldigen des ‚Holocausts‘, für den Fall, dass sich der ‚Holocaust‘ als Lüge erweist, Bestrafung der Falschbehaupter und Festlegung der Reparationen für die bisher zu Unrecht Verurteilten“
- Vorbereitung der nächsten internationalen Holocaustleugnerkonferenz.[20]

Ramin forderte Österreich, Deutschland und Polen im Juni 2007 schriftlich auf, seiner Stiftung Dokumente zu übergeben, die das Ausmaß des Judenmordes „klären“ könnten.
Im Januar 2009 begrüßte Ahmadinedschad eine Veranstaltung an der Scharif-Universität für Technologie unter dem Titel „Holocaust? Eine heilige Lüge des Westens“. Dabei behauptete er nach iranischen Nachrichten, dass Zionisten mit Hilfe von Politikern und Parteien die Ressourcen der Welt plünderten und die meisten Kräfte, Reichtümer und Medien dominierten. Das „zionistische Regime“ sei ein „illegitimes Kind“ des „Holocaustphänomens“.

## Reaktionen

### Internationale Proteste
Das Teheraner Treffen stieß weltweit auf scharfe Proteste und wurde von vielen Staatsregierungen und Vertretern internationaler Organisationen verurteilt. Deutschland bestellte den iranischen Botschafter ein. Bundeskanzlerin Angela Merkel erklärte, Deutschland werde Holocaustleugnung nie akzeptieren und dagegen immer mit allen verfügbaren Mitteln vorgehen. Bundestagspräsident Norbert Lammert verurteilte in einem Brief an Ahmadinedschad „jeden Versuch, unter dem Vorwand wissenschaftlicher Freiheit und Objektivität antisemitischer Propaganda ein öffentliches Forum zu bieten“ und die „vielfach wissenschaftlich bestätigten historischen Fakten über den Holocaust […] durch angeblich neue wissenschaftliche Erkenntnisse in einen vermeintlichen Zweifel“ zu ziehen.
Frankreichs damaliger Staatspräsident Jacques Chirac ordnete eine Untersuchung der Äußerungen von Robert Faurisson in Teheran an, um prüfen zu lassen, ob diese nach dem seit 1990 geltenden französischen Gesetz gegen Negationismus strafbar seien. Faurisson war wegen Holocaustleugnung in Frankreich in fünf Fällen bestraft worden. Bernhoff wurde in Schweden aus dem Schuldienst entlassen.
Fast 40 europäische und nordamerikanische Forschungsinstitute brachen ihre Beziehungen zum Institute for Political and International Studies des Iran wenige Tage nach der Konferenz ab, laden keine damit verbundenen Wissenschaftler mehr ein und nehmen Einladungen aus dem Iran nicht mehr an. Die Initiative dazu ging von François Heisbourg aus, dem Leiter des Genfer Centre for Security Policy, und war ihm zufolge eine moralische, keine politische Entscheidung.
Auch im Iran selbst war die Konferenz umstritten; vermutet wurde, dass der ursprünglich angesetzte Termin deshalb zweimal verschoben worden war. Maurice Motamed, der Vertreter der jüdischen Minderheit im iranischen Parlament, protestierte als einziger Abgeordneter. Er nannte Holocaustleugnung „eine riesige Beleidigung“; das Treffen beleidige fortgesetzt die jüdische Gemeinschaft und verstärke den Druck auf jüdische Minderheiten in ihren Staaten und das negative Außenbild vom Iran. Irans Außenminister Mottaki wies die Proteste dagegen als „vorhersehbar“ zurück und betonte, es gehe nur um eine „unabhängige Prüfung“ des Holocaust. Habe er stattgefunden, sei nicht einzusehen, warum die Palästinenser dafür büßen müssten; habe er so nicht stattgefunden, stehe Israels Existenzrecht umso mehr in Frage.

### Gegenkonferenzen
Die Bundeszentrale für politische Bildung (bpb) veranstaltete gleichzeitig zur Teheraner Veranstaltung eine Gegenkonferenz in Berlin. Daran nahmen führende Holocaustforscher wie Raul Hilberg, Peter Longerich und Wolfgang Benz teil. Sie machten deutlich, dass es am Faktum des Holocaust keinen vernünftigen Zweifel gibt. Die Teheraner Veranstaltung sei daher irrelevant für den wissenschaftlichen Diskurs und könne nur Thema der Antisemitismusforschung sein.
Das Simon Wiesenthal Center in Los Angeles veranstaltete am Wochenende des Teheraner Treffens eine dreitägige Videokonferenz unter dem Titel Witness To The Truth („Zeuge für die Wahrheit“), bei der 60 Holocaustüberlebende aus den USA und Kanada von ihren Erlebnissen in der NS-Zeit berichteten. Zudem erhielten Büros des Zentrums in New York City und Toronto schriftliche Zeugnisse. Sie sollten als DVD aufgezeichnet und an nordamerikanischen Schulen verteilt werden. Eine Protestpetition, die das Teheraner Treffen als Bruch mit den Gründungsprinzipien der UNO und dem von der UNO ausgerufenen internationalen Holocaustgedenktag kennzeichnete, wurde an den designierten UN-Generalsekretär Ban Ki-Moon gesandt.
Der mit Ahmadinedschad befreundete ehemalige Staatspräsident Indonesiens, Abdurrahman Wahid, leitete im Jahr 2007 eine weitere Gegenkonferenz in seinem Land, auf der er Holocaustleugnung zurückwies.

### Einschätzungen von Wissenschaftlern
Der Umgang mit der staatlich organisierten Vernetzung von Rechtsextremisten, Islamisten und Antizionisten ist in der internationalen Öffentlichkeit umstritten. Der Berliner Politikwissenschaftler Hubert Kleinert forderte schon im Vorfeld nach einem Spiegelinterview Ahmadinedschads im Mai 2006, Sanktionen der UNO gegen den Iran nunmehr ernsthaft zu erwägen. Ahmadinedschad benutze „auf ebenso schlichte und törichte wie zugleich erschreckende Weise die zentralen Argumentationsfiguren“ der Neonazi-Szene.
Der Politologe Armin Pfahl-Traughber meinte, dass es trotz der 2006 betonten Gemeinsamkeiten auf Dauer nicht zu einem festen Bündnis von Islamisten und Rechtsextremisten kommen werde, da die ideologischen Grundlagen zu unterschiedlich seien. Allerdings werde die Holocaustleugnung als „stärkste Gemeinsamkeit“ beider demokratiefeindlichen Gruppen weiter eine große Rolle beim Versuch spielen, ein Bündnis zu schmieden.
Der Historiker Götz Aly sah in dem Teheraner Treffen eine gefährliche staatliche Instrumentalisierung der Holocaustleugnung, der aus ideologischen und vor allem antisemitischen Gründen Taten folgen könnten. Gesetzliche Verbote der Holocaustleugnung hielt er jedoch für wirkungslos.
Der Politikwissenschaftler Matthias Küntzel sieht die Bedeutung der Konferenz darin, dass erstmals ein großer, bedeutender Staat Holocaustleugnung offen zum Mittel seiner Außenpolitik und zur Vorbereitung des nächsten Völkermords, nämlich der Zerstörung Israels, benutze. Dieses Ziel habe die Regierung unabhängig vom „Forschungsergebnis“ des Treffens vorgegeben, und darauf hätten sich alle Teilnehmergruppen einigen können. Darum habe die Regierung Irans so viel Wert auf die Teilnahme der Neturei Karta gelegt. Wie Adolf Hitler die Menschheit durch Ermordung der Juden „befreien“ wollte, so sei Ahmadinedschad überzeugt, mit Israels Zerstörung die Menschheit zu befreien. Sein Atomprogramm solle dies verwirklichen und werde im Iran darum bereits religiös verklärt.

### Internationale Ächtung der Holocaustleugnung
Als Reaktion auf die Teheraner Veranstaltung schlugen die USA der UNO-Vollversammlung eine Resolution zur internationalen Ächtung der Holocaustleugnung vor, um so auch Risiken neuer Völkermorde zu verringern. Am 26. Januar 2007 – einen Tag vor dem internationalen Tag des Gedenkens an die Opfer des Nationalsozialismus (dem Jahrestag der Befreiung des Vernichtungslagers Auschwitz) – nahmen alle 192 Mitgliedsstaaten außer dem Iran den Vorschlag per Akklamation an.